# Mirko Vidaković
Mirko Vidaković (* 29. Oktober 1924 in Lemeš; † 15. August 2002 in Zagreb) war ein jugoslawischer bzw. kroatischer Forstwissenschaftler und tat sich als Forstbotaniker, Dendrologe und Experte für die Genetik der Waldbäume hervor.

## Leben
Vidaković war der Sohn des Bauer Ivan Vidaković und dessen Frau Viktorija (geborene Horvat). Bis 1934 besuchte er die Grundschule in Sonta und danach bis 1942 die Oberschule in Sombor. Er studierte von 1948 bis 1949 Forstwirtschaft an der Universität Zagreb und schloss das Studium am 20. September 1949 mit Diplom ab. Anschließend wurde er Assistent der Abteilung für Botanik der Pädagogischen Fakultät in Zagreb. Am 14. Dezember 1953 promovierte er auf dem Gebiet der Botanik und Dendrologie mit einer Arbeit über die Arten der Aleppo-Kiefer (kroatisch Poznavanju oblika vrste pinus halepensis Mill ‚Zur Kenntnis der Form der Art Pinus halepensis Mill‘). Er wurde 1956 habilitiert und im Jahr 1957 Assistenzprofessor für Dendrologie und Waldgenetik. Seit 1958 unterrichtete er Forstgenetik, war von 1961 bis 1970 außerordentlicher Professor für Dendrologie und Waldgenetik und von 1971 bis 1990 Professor an der Universität Zagreb.
Von 1966 bis 1969 arbeitete er als Ratgeber für die Entwicklungsprogramm der Vereinten Nationen englisch United Nations Development Programs (UNDP) und die Ernährungs- und Landwirtschaftsorganisation der Vereinten Nationen englisch Food and Agriculture Organization of the United Nations (FAO) in Peschawar (Pakistan), 1971 in Sopron (Ungarn) sowie 1979, 1980. und 1983 in Hanoi und Ho-Chi-Minh-Stadt (Vietnam). Seit 1970 leitete er das Arboretum von Trsteno der Kroatischen Akademie der Wissenschaften und Künste. Er wurde zweimal zum Präsidenten des Wissenschaftlichen Rates der Akademie gewählt. Seit 1970 ist er Herausgeber der Zeitschrift Anali za šumarstvo.
1996 gründete Vidaković zusammen mit dem Forstbetrieb Šumarija Našice die erste Plantage für geklontes Saatgut der Stieleiche in Kroatien.

## Engagement und Auszeichnungen
- 1980: Präsident der Hrvatsko genetičko društvo (Kroatische Genetische Gesellschaft)
- 1981: Vollmitglied der Kroatischen Akademie der Wissenschaften und Künste
- 1997: Ordentliches Mitglied der kroatischen Forstakademie
- Mitglied des Internationalen Verbandes Forstlicher Forschungsanstalten (IUFRO)

Auszeichnungen
- 1977: Republikpreis „Ruđer Bošković“
- 1979: Ehrendoktor der Forstwissenschaftliche Fakultät, Sopron, Ungarn
- 1981: Auszeichnung für sein Lebenswerk[2]
- 1990: IUFRO-Preis

## Werke (Auswahl)
Seine Werke wurden in vielen Buchausgaben publiziert, beispielsweise in Veröffentlichungen zu internationalen Symposien, Konsultationen und Konferenzen, überwiegend auf dem Gebiet der ökologischen Bewertung des Littoralkarstes, Mechanisierung der Landwirtschaft oder Anpassung der Wälder im Zuge der globalen Erwärmung. Für mehr Werke siehe die ausführliche Werkliste bei der HASU.
- Poznavanju oblika vrste pinus halepensis Mill. Zagreb 1953 (Hochschulschrift).
- Semenske plantaže šumskog drveća (= Biblioteka jugoslovenskog savetodavnog centra za poljoprivredu i šumarstvo. Band 2). Belgrad 1960.
- Genetics of European black pine (Pinus nigra Arn.) = Genetika Evropskog crnog bora (Pinus Nigra Arn.) = Genetik der Europäischen Schwarzkiefer (Pinus Nigra Arn.) (= Anali za šumarstvo. 6/3). Zagreb 1974 (Zusammenfassungen in Deutsch und Serbokroatisch).
- mit Niko Popnikola, Milorad Jovančević: Genetics of Pinus peuce gris = Genetik der Pinus peuce gris (= Anali za šumarstvo. 7/6). Zagreb 1978.
- Četinjače, morfologija i varijabilnost (= Biblioteka znanstvenih radova). Grafički Zavod Hrvatske Zagreb 1982.
- Spomenica posvećena Josipu Pančiću dopisnom članu Jugoslavenske akademije znanosti i umjetnosti u povodu 175. obljetnice rođenja: 1814–1989. JAZU, Zagreb 1990.
- Čuvanje genskih resursa šumskog i hortikulturnog drveća i grmlja u Hrvatskoj. 1992.
- Conifers, morphology and variation. Überarbeitete und erweiterte Auflage, Grafički zavod Hrvatske, Zagreb 1991, ISBN 86-399-0279-8.
- Doprinos OLT-a integralnoj tehnici biljne proizvodnje, 1992.
- mit Želimir Borzan, Marilena Idžojtić: Experimental plots of some hard pine hybrid families in Croatia = Pokusne plohe nekih hibridnih familija dvoigličnih borova u Hrvatskoj (= Anali za šumarstvo. 20/1). Zagreb 1995.
- mit Davorin Kajba: Variability of morphological characteristics of silver birch (Betula pendula Roth) leaf and seed in the region of Croatia = Varijabilnost morfoloških svojstava lista i ploda obične breze (Betula pendula Roth) s područja Hrvatske Hrvatska akademija znanosti i umjetnosti, Zagreb 1997.